# مير (توزيعة برمجيات)
مير (بالإنجليزية: Mer)‏ هي توزيعة برمجيات حرة ومفتوحة المصدر ملغية تهدف لأن تكون وسيطًا لأنظمة تشغيل الهواتف المعتمدة على نواة لينكس. مير هي تفرع معدل لتوزيعة ميجو.